# Теодор (генерал)
Вижте пояснителната страница за други личности с името Теодор.
Теодор (Theodorus) е генерал на Източната Римска империя през 6 век.
През 573 г. той е magister militum на Изтока.